# Marknadsrätt (historiskt)
Marknadsrätt var en rätt under medeltiden att hålla en permanent marknad, en veckas marknad eller årsmarknad.